# Воскресенская волость (Васильсурский уезд)
Воскресенская волость — историческая административно-территориальная единица Васильсурского (до 1923), а затем Сергачского (1923—1924) уездов Нижегородской губернии Российской империи и РСФСР.

## Географическое положение
Относилась к юго-восточным волостям Васильсурского уезда, ныне её территория разделена между северо-восточной частью Сергачского (Андреевский сельсовет) и западной частью Пильнинского (Можаров-Майданский сельсовет) районов Нижегородской области.

## История
Образована в 1860-е годы в рамках крестьянской реформы. Изначально включала в себя 14 селений: 11 помещичьих и 1 государственное (с. Лисья Поляна). Волостному правлению подчинялось 24 сельских общества (по 1-4 на селение). На 1911 год во всех селениях волости насчитывалось 1278 крестьянских дворов.
После Октябрьской революции 1917 года на смену старому сельскому самоуправлению приходят сельские советы, образованные в каждом населенном пункте. После 1918 года сельцо Воскресенское и сельцо Нововоскресенское прекращают существование, но возникает посёлок Вьюн. 16 марта 1923 года в связи с ликвидацией Васильсурского уезда волость была включена в состав соседнего Сергачского уезда.

## Населённые пункты
За время существования волости в её состав входило 15 населенных пунктов (до 1919 года — 14, к 1923 году — 13):
- д. Брадцево,
- с. Воскресенское,
- с-цо Воскресенское (до 1919),
- д. Всесвятская,
- п. Вьюн (к 1923),
- с. Качалово,
- с. Лисья Поляна,
- д. Межной Майдан,
- д. Николаевка,
- д. Нововоскресенское (до 1919),
- д. Покровка,
- д. Свириповка,
- с. Севастьяновка,
- д. Усовка,
- с. Шеменеевка.